# نورث كانتون
نورث كانتون (أوهايو) (بالإنجليزية: North Canton, Ohio)‏ هي مدينة تقع في الولايات المتحدة في مقاطعة ستارك، أوهايو. يقدر عدد سكانها بـ 17,488 نسمة ومساحتها 16.58 كم2 وترتفع عن سطح البحر 354 متر.

## التركيبة السكانية
قام مكتب تعداد الولايات المتحدة بتحديد بيانات التركيبة السكانية لنورث كانتونفي تعداد الولايات المتحدة. في ما يلي، التركيبة السكانية حسب تعدادي 2000 و2010.

### تعداد عام 2000
بلغ عدد سكان نورث بوينا فيستا 124 نسمة بحسب تعداد عام 2000، وبلغ عدد الأسر 54 أسرة وعدد العائلات 34 عائلة مقيمة في المدينة. في حين سجلت الكثافة السكانية 178.4 نسمة لكل ميل مربع (68.9/كم2). وبلغ عدد الوحدات السكنية 146 وحدة بمتوسط كثافة قدره 210.1 نسمة لكل ميل مربع (81.1/كم2).
وتوزع التركيب العرقي للمدينة بنسبة 99.19% من البيض و 0.81% من عرقين مختلطين أو أكثر.
بلغ عدد الأسر 54 أسرة كانت نسبة 31.5% منها لديها أطفال تحت سن الثامنة عشر تعيش معهم، وبلغت نسبة الأزواج القاطنين مع بعضهم البعض 51.9% من أصل المجموع الكلي للأسر، ونسبة 5.6% من الأسر كان لديها معيلات من الإناث دون وجود شريك، وكانت نسبة 35.2% من غير العائلات. تألفت نسبة 25.9% من أصل جميع الأسر من أفراد ونسبة 9.3% كانوا يعيش معهم شخص وحيد يبلغ من العمر 65 عاماً فما فوق. وبلغ متوسط حجم الأسرة المعيشية 2.80، أما متوسط حجم العائلات فبلغ 2.30.
بلغ العمر الوسطي للسكان 38 عاماً. وكانت نسبة 22.6% من القاطنين تحت سن الثامنة عشر، وكانت نسبة 9.7% بين الثامنة عشر والأربعة وعشرون عاماً، ونسبة 31.5% كانت واقعةً في الفئة العمرية ما بين الخامسة والعشرون حتى والأربعة وأربعون عاماً، ونسبة 26.6% كانت ما بين الخامسة والأربعون حتى الرابعة والستون، ونسبة 9.7% كانت ضمن فئة الخامسة والستون عاماً فما فوق. يوجد لكل 100 أنثى 113.8 ذكر، ويوجد لكل 100 أنثى في الثامنة عشر من عمرها فما فوق 108.7 ذكر.
بلغ متوسط دخل الأسرة في المدينة 20,625 دولار، أما متوسط دخل العائلة فبلغ 38,750 دولار. وكان متوسط دخل الذكور 21,875 دولار مقابل 17,361 دولار للإناث. وسجل دخل الفرد الخاص بالمدينة 12,729 دولار.

### تعداد عام 2010
بلغ عدد سكان نورث كانتون 17,488 نسمة بحسب تعداد عام 2010، وبلغ عدد الأسر 7,557 أسرة وعدد العائلات 4,426 عائلة مقيمة في المدينة. في حين سجلت الكثافة السكانية 2,732.5 نسمة لكل ميل مربع (1,055.0/كم2). وبلغ عدد الوحدات السكنية 8,078 وحدة بمتوسط كثافة قدره 1,262.2 لكل ميل مربع (487.3/كم2).
وتوزع التركيب العرقي للمدينة بنسبة 94.8% من البيض و 0.2% من الأمريكيين الأصليين و 1.1% من الأمريكيين ذوي الأصول الآسيوية و 2.0% من الأمريكيين الأفارقة و 1.5% من عرقين مختلطين أو أكثر.
بلغ عدد الأسر 7,557 أسرة كانت نسبة 23.9% منها لديها أطفال تحت سن الثامنة عشر تعيش معهم، وبلغت نسبة الأزواج القاطنين مع بعضهم البعض 46.2% من أصل المجموع الكلي للأسر، ونسبة 9.2% من الأسر كان لديها معيلات من الإناث دون وجود شريك، بينما كانت نسبة 3.1% من الأسر لديها معيلون من الذكور دون وجود شريكة وكانت نسبة 41.4% من غير العائلات. تألفت نسبة 36.3% من أصل جميع الأسر من أفراد ونسبة 17.2% كانوا يعيش معهم شخص وحيد يبلغ من العمر 65 عاماً فما فوق. وبلغ متوسط حجم الأسرة المعيشية 2.82، أما متوسط حجم العائلات فبلغ 2.15.
بلغ العمر الوسطي للسكان 42.5 عاماً. وكانت نسبة 18.6% من القاطنين تحت سن الثامنة عشر، وكانت نسبة 12.2% بين الثامنة عشر والأربعة وعشرون عاماً، ونسبة 21.8% كانت واقعةً في الفئة العمرية ما بين الخامسة والعشرون حتى والأربعة وأربعون عاماً، ونسبة 25.8% كانت ما بين الخامسة والأربعون حتى الرابعة والستون، ونسبة 21.5% كانت ضمن فئة الخامسة والستون عاماً فما فوق. وتوزع التركيب الجنسي للسكان بنسبة 46.3% ذكور و53.7% إناث.